# Pierwszy rząd Chlodwiga zu Hohenlohe-Schillingsfürsta
Pierwszy  rząd Chlodwiga zu Hohenlohe-Schillingsfürst – 29 października 1894 – 1 lipca 1897
| Funkcja                                                         | Imię i nazwisko                                                | Partia      |
| --------------------------------------------------------------- | -------------------------------------------------------------- | ----------- |
| Bundeskanzler - Kanclerz Federalny                              | Chlodwig zu Hohenlohe-Schillingsfürst                          | bezpartyjny |
| Stellvertreter des Bundeskanzlers - Wicekanclerz Federalny      | Karl Heinrich von Boetticher                                   | bezpartyjny |
| Minister spraw zagranicznych                                    | Adolf Marschall von Bieberstein                                | bezpartyjny |
| Minister spraw wewnętrznych                                     | Karl Heinrich von Boetticher                                   | bezpartyjny |
| Minister sprawiedliwości                                        | Rudolf Arnold Nieberding                                       | bezpartyjny |
| Minister marynarki wojennej                                     | Friedrich von Hollmann (do 18 czerwca 1897) Alfred von Tirpitz | bezpartyjny |
| Minister gospodarki i technologii                               | wakat                                                          |             |
| Minister rolnictwa, polityki żywnościowej i ochrony konsumentów | wakat                                                          | -           |
| Minister pracy i polityki społecznej                            | wakat                                                          |             |
| Minister transportu i budownictwa                               | wakat                                                          |             |
| Minister poczty i telekomunikacji                               | Heinrich von Stephan                                           | bezpartyjny |
| Minister skarbu państwa                                         | Arthur von Posadowsky-Wehner                                   | bezpartyjny |
| Minister kolonii                                                | wakat                                                          | bezpartyjny |